# Manufacture des Trois-Tours
La manufacture des Trois-Tours est situé à Tours, au 35 quai Paul-Bert. Le monument fait l’objet d’une inscription au titre des monuments historiques depuis 1999.